# Keilberg (Schneeberg)
Der Keilberg ist ein Berg im westlichen Erzgebirge. Er erstreckt sich nordwestlich des Stadtzentrums von Schneeberg. Auf seinem Gipfel befinden sich ein 1893 errichteter Aussichtsturm und eine Berggaststätte.

## Geografie
Er umfasst eine Fläche von etwa 900.000 Quadratmetern. Seine Nordflanke ist bis zur Kuppe größtenteils mit Fichten und Birken bewachsen. Bei Vermessungen des 19. Jahrhunderts wurde seine Höhe mit 551,9 Metern angegeben, neuere Messmethoden führten zu der heutigen Höhenangabe. Etwa auf halber Berghöhe liegen an der Westflanke vier Teiche. Der größte, der Ziegelteich, diente als Trinkwasserreservoir. In den 1970er Jahren wurde an den unteren südlichen Hängen die Friedenssiedlung in Plattenbauweise errichtet, die 400 Wohnungen bietet. Im Umfeld wurden eine Schule, eine Apotheke, Arztpraxen, mehrere Kleingartenanlagen, ein Sportplatz und soziale Einrichtungen angesiedelt. Die verkehrsmäßige Erschließung bis zur Bergkuppe erfolgte durch ein Netz befestigter Straßen. Die Fläche zwischen der Siedlung und der Berggaststätte wird landwirtschaftlich genutzt.
Ein Panoramawanderweg führt von Schneeberg über den Gleesberg, den Sandberg, den Keilberg und den Hammerberg. Der Keilberg ist Bestandteil des Naherholungsgebietes Am Keilberg, das auch Fahrradwege beinhaltet.

## Aussichtsturm

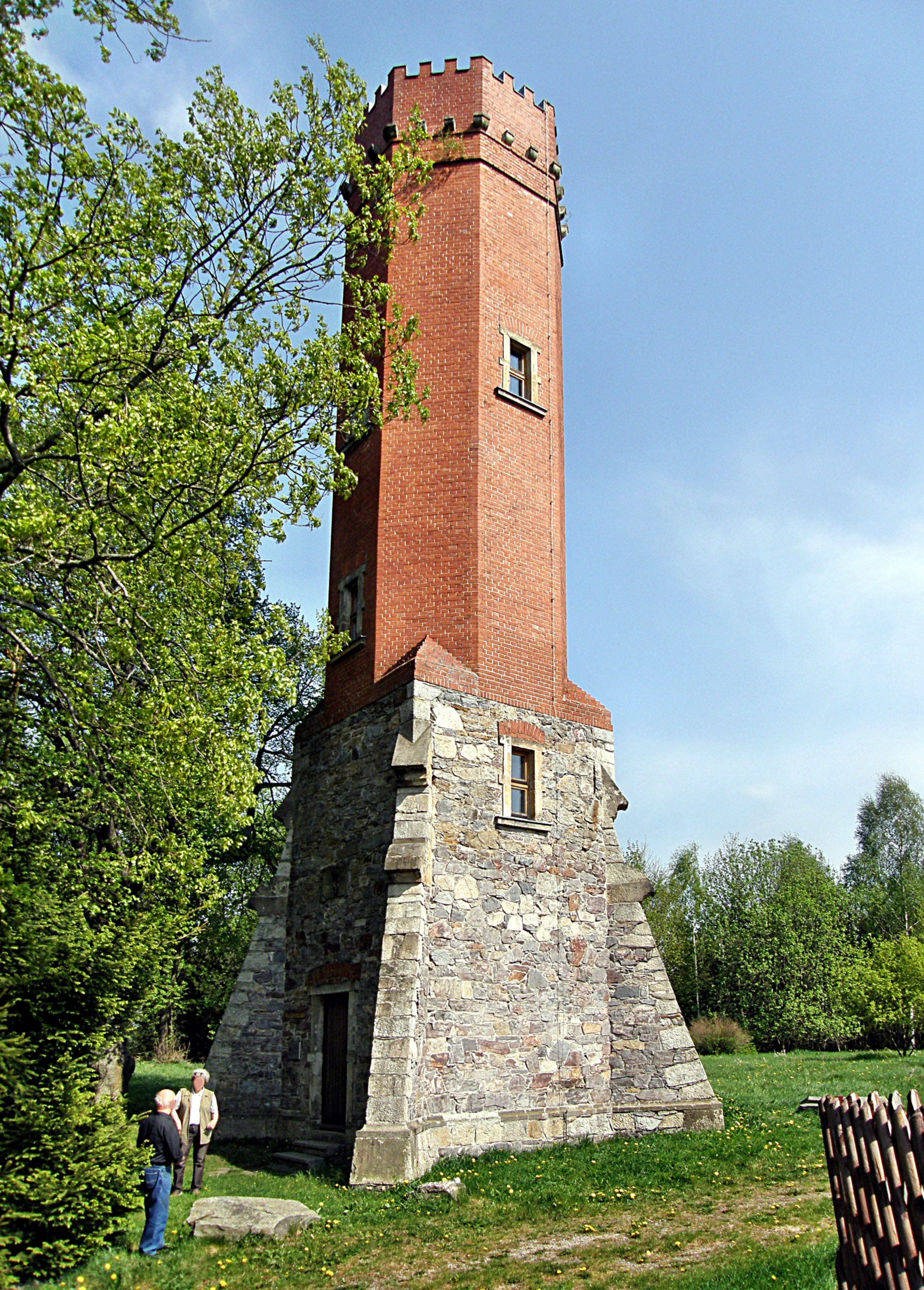
Bismarckturm (2011)

Der Erzgebirgszweigverein Schneeberg, der sich gemäß seinem Statut um die Erschließung der Erzgebirgsheimat kümmerte, hatte im 19. Jahrhundert mit einer Geldsammlung dafür gesorgt, dass außer dem vom Erzgebirgszweigverein Neustädtel gebauten Aussichtsturm auf dem Gleesberg auf dem Keilberg ebenfalls ein Aussichtsturm errichtet werden konnte. Baumeister Görling aus Schneeberg entwarf und baute einen 21 Meter hohen steinernen Turm, dessen prismenförmiger quadratischer 8 Meter hoher Turmschaft aus groben Sandsteinen und Bruchsteinen und der achteckige Aufbau aus roten Klinkern besteht. Über eine hölzerne Treppe im Inneren mit genau 101 Stufen ist die offene Aussichtsplattform erreichbar, deren Begrenzung an einen zinnenbewehrten Turm erinnert. Die Baukosten betrugen 4500 Mark. Der Turm wurde am 31. August 1893 eingeweiht und erhielt den Namen Keilbergturm. Aus Anlass des 84. Geburtstages von Bismarck am 1. April 1899 brachte man über dem Eingangsbereich ein Medaillon mit Bismarck-Profil an und nannte den Turm Bismarck-Turm. Im Jahr 1919 wurde die Stadtverwaltung Schneeberg Eigentümer des Turmes und der anderen Bauten.
Nach dem Zweiten Weltkrieg erhielt der Aussichtsturm den Namen Keilbergturm zurück. Er musste 1980 wegen Baufälligkeit geschlossen werden. Erst 1993 finanzierte die Stadtverwaltung Schneeberg eine Rekonstruktion. Reste des Bismarckreliefs wurden beseitigt, dafür brachte man die Inschrift Keilbergturm an. Am 29. August 1993 wurde der erneuerte Turm durch den damaligen Bürgermeister Karl Henselin in einer Feierstunde der Öffentlichkeit wieder zugängig gemacht. Auf der von der Schneeberger Stadtverwaltung angebrachten Erklärungstafel wird das Bauwerk wieder als Bismarck-Turm bezeichnet.

## Gasthaus

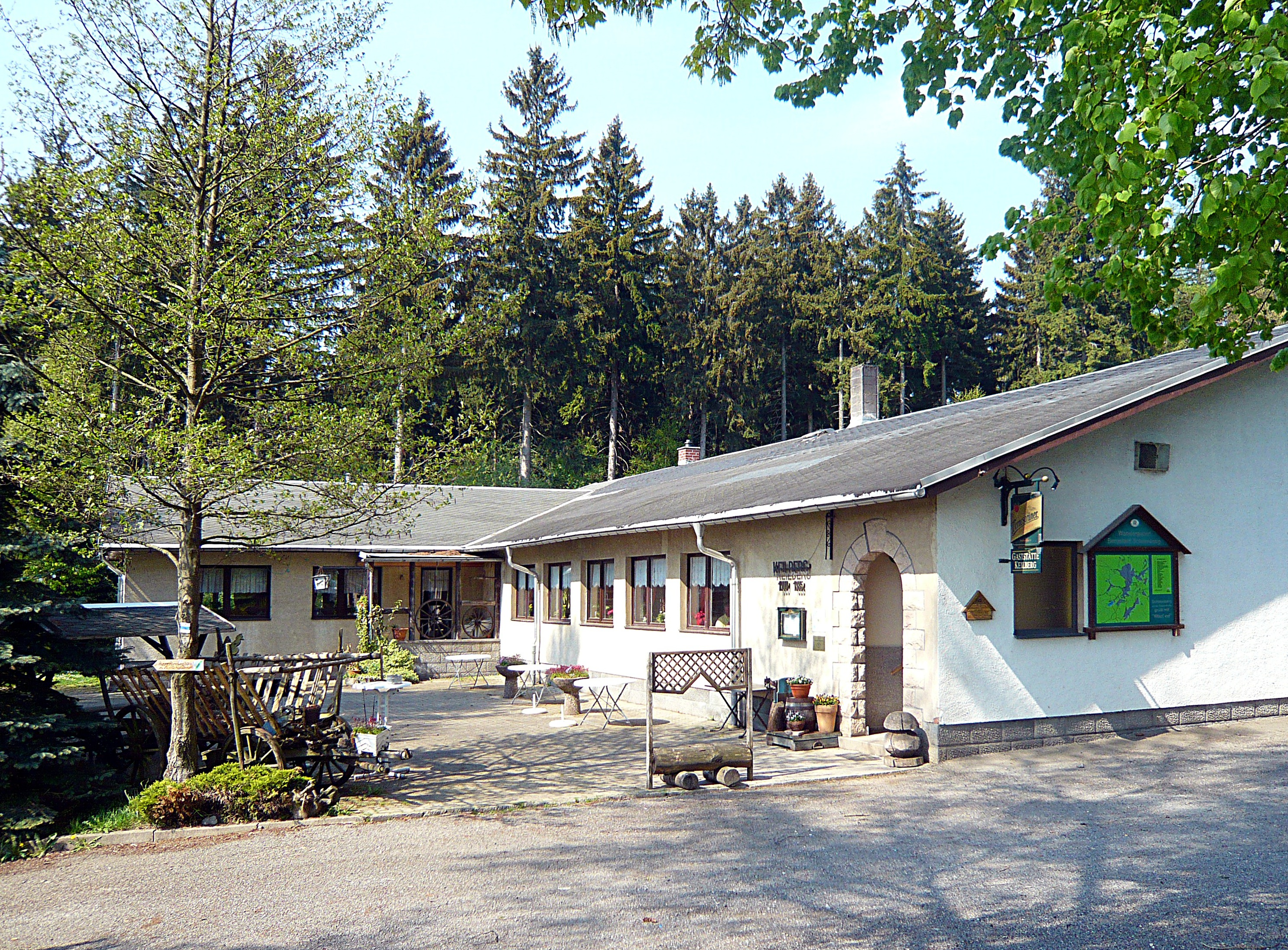
Keilberghaus anno 2011

Um die Baukosten komplett aufzubringen, wurde am Fuß eine Schankwirtschaft eingerichtet und im Jahr 1900 konnte der Erzgebirgszweigverein ein einstöckiges Unterkunftshaus eröffnen. In der Folge mussten etliche Sanierungsarbeiten, auch Umbauten durchgeführt werden, die Bewirtschaftung wechselte häufig. Die Unterkunft wurde in späteren Jahren abgerissen und durch einen neuen Berggasthof ersetzt, der Platz für 60 Personen bot. Er ist ebenfalls ein Flachbau, besitzt aber eine überdachte Terrasse und durch seinen L-förmigen Grundriss einen windgeschützten Hof. Der Gasthof diente auch als Veranstaltungsort für Feste, wie in einer Annonce 1909 zu lesen war: „Treffpunkt zum Sommervergnügen auf dem Keilberg mit Kinderbetreuung“. Das Gebäude wurde über mehrere Generationen privat betrieben. Als Besitzer werden genannt: Familie Barth (1900–1902), Carl Hunger (1902–1911), Emil Schellenberg (1912–1930), Oberförster Fritz Baumann (1930–1935), Curt Böhm (1935–1955). In lokalen Zeitungen warb zum Beispiel Emil Schellenberg 1913 neben einer Zeichnung des Hauses und des Aussichtsturmes mit folgender Anzeige für einen Besuch:

„Einem geehrten Publikum bringe ich meine renovierten Räume zur gefl. Benutzung in empfehlende Erinnerung. Zugfreie Veranda. Täglich (bei hochgezogener Fahne) geöffnet. Vorzügliche Küche und gutgepflegte Biere. Zirka 30 Minuten von Schneeberg.“

Auch zu DDR-Zeiten blieb der Gasthof in Privatbesitz oder wurde von Gastronomen gepachtet: Karl Hirsch (1955–1964), Dietrich Neubert (1964–1967), Dieter Boege (1968–1971), Siegfried Hahn (1971–1980). Hirsch veröffentlichte 1959 folgendes Inserat in der Zeitung Freie Presse:

„Ausflugsgaststätte „Keilberg“. Herrliches Ausflugslokal, am Wald gelegen, mit 2 Gasträumen und einer Veranda für 50-60 Personen (im Winter heizbar). Für Reisegesellschaften vorherige Anmeldung. Panorama-Aussichtsturm.“

1980 wurde neben dem Turm auch die Gaststätte geschlossen, weil kein Geld für eine Sanierung vorhanden war. Das Gasthaus konnte jedoch bis Februar 1987 durch eine vom Rat der Stadt organisierte und finanzierte und von freiwilligen Helfern unterstützte Rekonstruktion wiedereröffnet werden (der Turm blieb allerdings geschlossen). Verwandte eines früheren Betreibers pachteten nun den Gasthof und führten ihn auch in die Marktwirtschaft: die Familien Bernd Böhm, Wolfgang Böhm und Hofmann. Nachdem 1993 auch der Turm durch die Unterstützung vieler Firmen wieder geöffnet werden konnte, stehen nun sowohl Turm als auch Gasthaus Gästen aus nah und fern wieder zur Verfügung. Als prominenten Gast empfingen die Wirtsleute im Juli 1991 Björn Engholm und servierten ein Festmenü mit erzgebirgischen Spezialitäten. Besucher, die den Turm besteigen möchten, holen sich den Schlüssel beim Gastwirt.

## Lied auf den Keilberg
Vor 1973 wurde vom Leiter der Heimatgruppe Schneebarger Maad, Erich Schönfelder, ein Lied auf den Keilberg in erzgebirgischer Mundart verfasst.